# Oecothea specus
Oecothea specus är en tvåvingeart som först beskrevs av Aldrich 1897.  Oecothea specus ingår i släktet Oecothea och familjen myllflugor. Inga underarter finns listade i Catalogue of Life.